# Ian Scott
Ian Scott (6 de febrero de 1973), registrado al nacer como Yannick Dambrinne, es un actor pornográfico y director francés que comenzó su carrera por 1996 y todavía sigue trabajando. Es también conocido por los alias de Yannick y Yanick Shaft. Ha actuado en más de 1,000 películas, y dirigió tres.[cita requerida]

## Biografía
Ian Scott empezó su carrera en pornografía en 1996, cuándo tenía 23 años , en una película de Patrice Cabanel.[cita requerida]
En 2000, actuó como uno de los violadores en la polémica película Baise-moi, de Virginie Despentes. También, en aquel año fue dirigido por Fred Coppula en Niquers-nés. Apareció en Max, retrato d'un sérial niqueur, un documental. En los años siguientes, escribió y dirigió Max 2, en 2006, y en 2007, Max 3. En La Collectionneuse, Clara Morgane y su entonces novio Greg Centauro aparecen junto a Scott. En 2010, aparezca con Julia Alexandratou en una película producida por Sirina Diversión.[cita requerida][cita requerida][cita requerida][cita requerida][cita requerida] En el 2001, también empezó a trabajar en producciones estadounidenses.[cita requerida]
Participa en triatlones y carreras de bicicleta de montaña. Hasta el año 2015, todavía estaba activo y ha aparecido en cerca de 900 películas.

## Premios y nombramientos
- 2001 Hot d'O - ganador de Premio - Mejor Actor Europeo[3]
- 2009 AVN Nominado – Mejor escena de sexo en grupo de producción extranjera (Cherry Jul's Extreme Gangbang Party)[4]
- 2009 AVN Nominado – Mejor Escena de Sexo de Doble Penetración (La Jenny Hendrix Experiencia Anal)[cita requerida]